# Javna domena
Javna domena ali javna last (angleško public domain) je oznaka za vsako stvaritev (individualni izdelek z določeno mero ustvarjalnosti, npr. pisni, grafični, glasbeni, programje, izum ali drugo), za katerega ni mogoče uveljavljati pravic intelektualne lastnine ali pa so te že potekle.